# William H. Seward
William Henry Seward (Florida, 16 maggio 1801 – Auburn, 10 ottobre 1872) è stato un politico statunitense.
Fu Governatore di New York, Senatore e Segretario di Stato degli Stati Uniti d'America durante la Presidenza di Abraham Lincoln prima e la Presidenza di Andrew Johnson poi. È stato il negoziatore degli Stati Uniti d'America, all'inizio del marzo 1867, per l'Alaska Purchase con il barone russo Eduard de Stoeckl rappresentante dello zar Alessandro II.

## Biografia
Laureatosi in legge, esercitò dapprima la professione di avvocato e di agente immobiliare. Entrato in politica, militò tra le file del Partito Whig, di cui fu il candidato a Governatore di New York, carica che esercitò dal 1º gennaio 1839 al 31 dicembre 1842. Senatore a partire dal 1849, militò nel neo-costituito Partito Repubblicano dal 1855, divenendone uno dei leader principali, tanto da essere candidato alle primarie repubblicane per le elezioni presidenziali negli Stati Uniti d'America del 1856, dove però fu battuto da John Charles Frémont. Si ricandidò quattro anni dopo per le primarie del partito in vista delle elezioni presidenziali negli Stati Uniti d'America del 1860, venendo però superato dal suo collega Abraham Lincoln. Di idee antischiaviste, sostenitore convinto dell'Unione durante la guerra civile americana, Seward fu nominato Segretario di Stato dal presidente Lincoln il 4 marzo 1861.
Tenne la carica con abilità, tanto da essere riconfermato anche durante la presidenza di Andrew Johnson, dopo l'assassinio di Abraham Lincoln avvenuto nell'aprile 1865. Fu in tal veste che Seward negoziò con l'ambasciatore russo a Washington, Eduard de Stoeckl, l'acquisto dell'Alaska da parte dello zar Alessandro II, che voleva cederla agli Stati Uniti sia per motivi economici (il ricavato della vendita avrebbe risollevato la condizione delle disastrose finanze russe) che politici (cedere la regione agli Americani sarebbe stato meglio che farla aggregare al dominion britannico del Canada). Lo stesso Seward, fautore di un'espansione territoriale statunitense, vi vedeva sia un rafforzamento del Paese nei confronti dell'Impero britannico, che all'inizio della guerra civile sembrò parteggiare quasi palesemente per gli Stati Confederati d'America, sia un'ulteriore applicazione della Dottrina Monroe. Già prima del conflitto civile, del resto, Seward preconizzava per le regioni artiche un ruolo di avamposto settentrionale dell'Unione.
Le trattative, dunque, proseguirono, e si conclusero dopo una lunga riunione notturna che portò, il 30 aprile 1867, alla firma di un accordo secondo il quale l'Alaska veniva ceduta agli Stati Uniti in cambio di una somma di 7200000 $ (pari a 1,6 miliardi di dollari del 2006). Il Senato ratificò l'accordo il 9 aprile di quell'anno con 37 sì e 2 no, mentre alla Camera dei Rappresentanti il pagamento fu accettato solo nel luglio 1868, con 113 voti favorevoli e 48 contrari.
Tuttavia, il passaggio delle consegne di poteri era già avvenuto il 18 ottobre 1867, quando nel capoluogo dell'ex-colonia russa, Sitka, la bandiera russa fu ammainata e venne issato il vessillo a stelle e strisce: primo governatore del nuovo territorio fu il generale Jefferson Columbus Davis. L'opinione pubblica e i giornali americani non accolsero favorevolmente la notizia dell'acquisto dell'Alaska, considerandola un territorio gelido e inospitale; l'influente quotidiano New York Tribune la definì in vari modi, tutti negativi: "la follia di Seward", "la ghiacciaia di Seward" e "lo zoo degli orsi polari di Andrew Johnson".
Dopo la fine della presidenza Johnson, anche Seward si dimise da Segretario di Stato e si ritirò a vita privata, morendo il 10 ottobre 1872 ad Auburn, nello stato di New York, a 71 anni. Suo figlio, William Henry Seward Jr. (1839-1920) fu banchiere e generale dell'esercito statunitense.

## Citazioni
- William H. Seward viene citato nel libro Percy Jackson e gli dei dell'Olimpo: lo scontro finale come figlio della dea greca Ebe.